# Vikstaheden
Vikstaheden, norra delen av Viksta socken, Uppsala kommun.
Området avgränsas i öster av Uppsalaåsen och gränsen mot Vendels socken, Tierps kommun. I väster avgränsas området av sankmarker samt sjön Velången.
Vikstaheden utgörs av småbruten skogsbygd med några byar och ett antal gårdar. Här ligger bland annat Götbrunna, Svedja och Hägersdal. Helt i norr, på tresockenmötet mellan Tierps, Vendels och Viksta socknar, ligger Vendelsvarv, som är en gammal avrättningsplats för Norunda samt Örbyhus härader.
I södra delen av området ligger Viksta stentorg.